# Ficimia hardyi
Ficimia hardyi (гачконоса змія Гарді) — вид змій родини полозових (Colubridae). Ендемік Мексики.

## Поширення і екологія
Гачконосі змії Гарді відомі з двох місцевостей, розташованих в горах Східної Сьєрра-Мадре, одна з яких розташована в районі Закуальтіпана в штаті Ідальго, а друга — в районі Гвадалькасара в штаті Сан-Луїс-Потосі. Вони живуть в перехідній зоні між сухими склерофітними заростями і гірськими ялівцевими лісами, трапляються на плантаціях агави і в тріщинах серед скель. Зустрічаються на висоті від 1200 до 1800 м над рівнем моря. Відкладають яйця.

## Збереження
МСОП класифікує цей вид як такий, що перебуває під загрозою зникнення. Гачконосим зміям Гарді загрожує знищення природного середовища.